# Myrmarachne circulus
Myrmarachne circulus là một loài nhện trong họ Salticidae.
Loài này thuộc chi Myrmarachne. Myrmarachne circulus được Xiao & Jia-Fu Wang miêu tả năm 2004.